# Pónikkohó
Pónikkohó (1886-ig Pojnik-Huta, szlovákul: Ponická Huta) Pónik településrésze, korábban önálló falu Szlovákiában, a Besztercebányai kerületben, a Besztercebányai járásban.

## Fekvése
Besztercebányától 15 km-re délkeletre, Póniktól 2,5 km-re délkeletre fekszik.

## Története
A település a Pónik határában létesített vasolvasztó mellett keletkezett a 18. században. 1732-ben a besztercebányai S. Keller nagyolvasztót építtetett ide, mely 1870-ig működött. A 19. század elején 17 ház állt a településen. 1885-ben fűrésztelep létesült. 1910-ben 286, túlnyomórészt szlovák lakosa volt. A trianoni diktátumig területe Zólyom vármegye Besztercebányai járásához tartozott.
1943-ban csatolták Pónikhoz.

## Nevezetességei
- Kápolnája 1945-ben épült a Fatimai Szűzanya tiszteletére.

## Külső hivatkozások
- Pónikkohó Szlovákia térképén

## Lásd még
- Pónik